# Atractylocarpus madagascariensis
Atractylocarpus madagascariensis là một loài rêu trong họ Dicranaceae. Loài này được Thér. Padberg & J.-P. Frahm mô tả khoa học đầu tiên năm 1985.